# Avenue Stuart Merrill
L'avenue Stuart Merril (en néerlandais : Stuart Merrillaan) est une avenue bruxelloise de Forest, qui joint l'avenue Kersbeek.
Elle porte le nom du poète américain Stuart Merrill.

## Extrait
"Dans les avenues du Kersbeek, la large silhouette de Stuart Merril évoquait quelque gentleman-farmer. Il passait souvent chargé de friandises et de flacons pour ses hôtes."
Source : lire en ligne sur Gallica